# Lophaster asiaticus
Lophaster asiaticus är en sjöstjärneart som beskrevs av Hayashi 1973. Lophaster asiaticus ingår i släktet Lophaster och familjen solsjöstjärnor. Inga underarter finns listade i Catalogue of Life.